# Mai Lâm (xã)
Mai Lâm là một xã thuộc huyện Đông Anh, thành phố Hà Nội, Việt Nam. 

## Địa lý
Xã Mai Lâm nằm ở rìa phía đông nam huyện Đông Anh, trên bờ bắc sông Đuống, có vị trí địa lý:
- Phía đông giáp huyện Gia Lâm
- Phía tây giáp xã Đông Hội
- Phía tây giáp quận Long Biên
- Phía bắc giáp xã Dục Tú và xã Cổ Loa.

Xã Mai Lâm có diện tích 6,18 km²,dân số năm 2022 là 15.202 người, mật độ dân số đạt 2.459 người/km².
Sông Ngũ Huyện Khê chảy ngang qua Mai Lâm, từ hướng xã Đông Hội sang xã Dục Tú. Quốc lộ 3 chạy qua xã từ hướng thị trấn Yên Viên sang Cổ Loa.

## Hành chính
Xã Mai Lâm được chia thành 8 thôn khu: Du Ngoại, Du Nội, Lê Xá, Lộc Hà, Mai Hiên, Phúc Thọ, Thái Bình, Khu TT Địa chất

## Lịch sử
Đầu thế kỷ XIX, địa bàn xã Mai Lâm hiện nay là các xã: Du Lâm, Hoa Lâm, Lộc Hà, Mai Hiên thuộc tổng Hội Phụ, huyện 
Đông Ngàn, phủ Từ Sơn xứ Kinh Bắc (sau là tỉnh Bắc Ninh).
Trước năm 1945, xã Danh Lâm có thành 3 thôn: Lê Xá, 
Phúc Thọ, Thái Bình và xã Du Lâm có thành 3 thôn: Du Ngoại, Du Nội, Du 
Bi.
Năm 1948, sáp nhập các xã: Mai Lộc, Danh Lâm, Du Lâm thành xã Mai Lâm 
thuộc huyện Từ Sơn, tỉnh Bắc Ninh.
Ngày 20 tháng 4 năm 1961, Quốc hội ban hành Nghị quyết về việc sáp nhập xã Mai Lâm 
thuộc huyện Từ Sơn, tỉnh Bắc Ninh vào thành phố Hà Nội quản lý.
Ngày 31 tháng 5 năm 1961, Hội đồng Chính phủ ban hành 78-CP. Theo đó, xã Mai Lâm thuộc huyện Đông Anh, thành phố Hà Nội.